# Distretto di La Pintada
Il distretto di La Pintada è un distretto di Panama nella provincia di Coclé con 25.639 abitanti al censimento 2010

## Geografia antropica

### Suddivisioni amministrative
Il distretto è suddiviso in sei comuni (corregimientos):
- La Pintada
- El Harino
- El Potrero
- Llano Grande
- Piedras Gordas
- Las Lomas